# Carrusel (telenovela brasileña)
Carrossel (en español: Carrusel) es una telenovela brasileña producida por SBT en alianza con Televisa, cuyo primer capítulo fue emitido el 21 de mayo de 2012. Escrito por Íris Abravanel y dirigida por Del Rangel anteriormente, que fue sustituido por Reynaldo Boury, es un remake de la telenovela mexicana ¡Vivan los niños! de 2002, la cual a su vez, lo es de la telenovela mexicana  Carrusel de 1989, siendo esta lo propio de la telenovela argentina Señorita Maestra creada por Abel Santa Cruz, siendo esta la cuarta versión de la serie argentina Jacinta Pichimahuida, también creada por Santa Cruz en 1966. La clasificación indicativa de la novela es libre para todos los públicos.
Rosanne Mulholland interpreta a la protagonista, la profesora Helena, en una trama que narra el día a día de un aula y los dilemas de los niños. Cuenta con Larissa Manoela, Maisa Silva, Lucas Santos, Jean Paulo Campos, Guilherme Seta, Thomaz Costa, Nicholas Torres y Ana Zimerman en los otros roles centrales. En las 2 versiones mexicanas, tanto la de 1989 como la de 2002, el personaje principal fue interpretado por Gabriela Rivero y Andrea Legarreta respectivamente. 

## Argumento
Rosanne Mulholland es la encargada de darle vida a Helena Fernandes, una mujer joven y bonita que decide asumir el cargo como la maestra titular del Tercer Año en el Colegio Mundial. En su grupo conocerá a la rica y presumida Maria Joaquina Medsen (Larissa Manoela), hija de un millonario médico. También están Cirilo Rivera (Jean Paulo Campos) quien está perdidamente enamorado de Maria Joaquina Medsen quien lo ignora y siempre trata de evadirlo por su clase social y color de piel. 
También se encuentra Valéria Ferreira (Maisa Silva), quien sale con Davi Rabinovich (Guilherme Seta), un niño judío que siempre está enamorado de ella pero a veces, Valéria exagera las cosas y termina poniendo a Daví entre la espada y la pared.
Aparte de ellos está Daniel Zapata (Thomaz Costa), quien en varias ocasiones es ascendido como el líder del grupo, y el más guapo e inteligente de todos los niños. También se encuentra el pesado Paulo Guerra (Lucas Santos) junto a Kokimoto Mishima (Matheus Ueta) y Mário Ayala (Gustavo Daneluz) quienes solo bromean con sus compañeros, y a pesar de que la maestra los logre calmar no pararan de jugar con la clase. Aparte de ellos están las niñas del grupo, la bondadosa Carmem Carrilho (Stefany Vaz), la osada Alícia Gusman (Fernanda Concon), la sincera Marcelina Guerra (Ana Zimerman), y la romántica Laura Gianolli (Aysha Benelli).
Pero, nuestra heroína no solo tendrá que cuidar a los niños, sino que también se percatará de que tiene sentimientos amorosos hacia a su compañero de trabajo, René Magalhães (Gustavo Wabner) y luchará para ello contra la maldad y las intrigas de Suzana Bustamante (Lívia Andrade), la villana principal de la historia quien tomará el lugar de Helena cuando ella choca con dos borrachos, quién por todos los medios intentará quitarle el amor de René y también el puesto porque en el pasado fueron compañeras de clase cuando eran niñas y Helena siempre era la mejor en todo. Además, la directora Olívia Veider (Noemi Gerbelli) quien no soporta a Helena, y piensa que ella está "indisciplinando" a los alumnos, intentará removerla del puesto.

## Personajes
- Helena (Rosanne Mulholland): Es una profesora de unos 30 años de edad. De carácter noble y humano, trata de ayudar a sus niños para que salgan adelante, no es rígida y no cree en eso. Se mantiene al margen de la directora Olívia. Se enamora de René, el profesor de música que sustituye a Matilde.
- Cirilo (Jean Paulo Campos): Es un niño ingenuo pero noble, hijo de un humilde carpintero, José Rivera y Paula, una ama de casa que lo adoran hasta más no poder, es desdeñado por María Joaquina Medsen, sólo por ser afro-brasileño, está profundamente enamorado de María Joaquina Medsen, pero ella lo rechaza por no ser de su clase social, pero aun así está dispuesto a conquistarla, pese a la oposición de sus amigos, además su padre José Rivera, gana los 2 millones de reales de la lotería y se muda a su nueva casa, para ser vecino de María Joaquina Medsen y su frase característica es "¡yo solo decía!".
- María Joaquina (Larissa Manoela): Niña rica, mimada y arrogante de clase alta, hija de un renombrado y prestigioso médico el Dr, Miguel Medsen y de Clara, esta última la sobreprotege, además usa guantes y en ocasiones no usa guantes, cosa que el Dr. Miguel no tolera, al paso de tiempo aprende a valorar las cosas importantes en la vida. Por eso es arrogante con todos sus compañeros y desprecia a Cirilo Rivera, por el color de su piel y por no ser de su clase social, pero todos sus compañeros la castigan con la ley del hielo, lo cual hace que ella caiga en una depresión por los maltratos constantes a sus compañeros, gracias a la ayuda de Jaime Palillo, ayudó a salir de la ley del hielo a ser más tolerante con sus compañeros, pero en especial a Cirilo Rivera que la hace entender que todos tienen sentimientos, además fue secuestrada, pero rescatada por sus amigos de la "Patrulha Salvadora" y especialmente por el perro de Mario Ayala llamado Rabito, está enamorada de Cirilo, al final de la novela se ve forzada a besar a Cirilo, tras ganarle a Jorge Cavalieri en una dramática carrera de miniautos.
- Valéria (Maisa Silva): Niña de carácter difícil, pero bondadosa, es la novia de Davi, hace bromas pero no pesadas, como las que hace Paulo Guerra. Aunque está molesta todo el tiempo por el carácter blando de Daví Rabinovich, está loca de amor por él. Es muy celosa con Davi
- Daví (Guilherme Seta): Niño judío, de cabello rubio rizado, de familia acomodada, de padre amoroso, madre estricta y abuela risueña. Se enamora de Valéria Ferreira y le pide que sea su novia y muestran varios estereotipos de los judíos en su personaje como el uso de la kipá (el gorrito usado por los judíos).
- Paulo (Lucas Santos): Es el niño pesado y problemático del grupo, es el hermano mayor de Marcelina Guerra, siempre se la pasa haciendo bromas crueles a sus compañeros, sobre todo a las niñas. Tiene un aliado: Kokimoto Mishima. Es así debido a que sus padres son duros con él y suaves con su hermana Marcelina, además hacerle algunas bromas pesadas a Cirilo Rivera aprovechándose de su ingenuidad tales como "Chocolate"  y a Jaime Palillo como "Lechón o Ballena", por eso hace todas esas travesuras porque pide que sea amado en el fondo.
- Alicia (Fernanda Concon): Es la niña valiente del salón, siempre anda con su patineta y siempre se la ve con una boina azul. A diferencia del resto de las chicas.
- Mário (Gustavo Daneluz): Niño que entra al Colegio Mundial a mitad del año, es rebelde y rencoroso debido a que su madre muere y lo peor, su padre Germano y su madrastra Natália, lo desprecian por ser el recuerdo del primer amor de Germano. Natália quiere que su esposo se lleve a Mário lejos, a un internado para poder vivir sólo con él. Por ello es rebelde, en el primer día de clase, desafió a sus compañeros de clase y hace llorar a la maestra Helena y empieza a ser un sociópata con sus compañeros además de mostrarse distante para no verse herido, excepto con Paulo Guerra y Kokimoto Mishima, con quienes planea travesuras, sin embargo al paso del tiempo, el amor de sus compañeros le ablanda el corazón y tiene un profundo amor por los animales, en especial por su perro "Rabito", se convierte en su mejor amigo y luego en la mascota de Patrulha Salvadora.
- Marcelina (Ana Zimmermann): Es una niña dulce y gentil, es la hermana menor de Paulo Guerra como hermana de Paulo es lo contrario, no da problemas y lo quiere a pesar de ser gruñón.
- Daniel (Thomaz Costa): Es un niño ejemplar de clase media y no se deja llevar por las malas influencias, es el fundador de la “Patrulha Salvadora”. Formada por tus compañeros de clase, es una organización y cuya misión es ayudar a quienes enfrentan dificultades.
- Carmem (Stefany Vaz): Niña humilde de clase baja, que vive en pobreza extrema y vive la separación de sus padres Frederico e Inés, sin embargo recibe el apoyo de sus amigas y de la maestra Helena, además usa gafas, pero no tiene ningún problema con eso. La niña se ve fácilmente afectada por los problemas del hogar, tras la separación de sus padres.
- Bibi (Vitória Diniz): Es una niña procedente de Estados Unidos, a diferencia de ella, en clase es abierta y centrada ya que su idioma nativo es el inglés, es amiga de Valéria Ferreira, Carmem Carhillo, Alicia Gusman, María Joaquina Medsen y Laura Gianolli.
- Kokimoto (Matheus Ueta): Es un niño procedente de Japón y el único de raza oriental, tiene un hachimaki, cinta de karate japonés amarrada a la cabeza, Tiene un aliado: Paulo Guerra, su frase característica es "¡"¡¡¡¡yyyaaaaa yyyyaaaaaa!!!"!" (grito de pelea usado por los karatekas).
- Jaime (Nicholas Torres): es un niño robusto y gordo, tosco y algo torpe, es hijo de Rafael Palillo, un mecánico humilde de un carácter fuerte y de Eloisa, especialmente es amigo de Cirilo Rivera, además una de las complicaciones más grandes son las materias de la escuela. Es poco destacado en los estudios pero después de todo llega a tener algún reconocimiento, su frase característica es "¡me hierve la cabeza!", .
- Laura (Aysha Benelli): Niña gordita que come de todo y vive pensando en el amor, su frase característica es "¡Eso es tan romántico!"
- Jorge (Léo Belmonte): Niño rico de clase alta, que entra en la mitad de la historia y es parecido en actitud a María Joaquina Medsen, ya que se considera de su clase social y cree que ser rico es ser lo máximo, pero aprenderá la lección. Le gustaba  Valéria Ferreira. Su padre es bondadoso pero su madre es arrogante, al final de la novela durante los cumpleaños de Laura Gianolli todos sus compañeros lo castigan con la ley del hielo, lo cual hace que el caiga en una depresión por los maltratos constantes a sus compañeros y Jaime Palillo, ayudó a salir de la ley del hielo a ser más tolerante con sus compañeros.
- Margarida (Esther Marcos): Es una niña oriunda de interior que llega a vivir a São Paulo en compañía de su mamá, como característica propia, usaba una chaqueta y botas de vaquero, además tuvo un conflicto con Valéria Ferreira, haciéndola celosa de su amistad con Davi Rabinovich, pero el solo la usaba para darle celos a  Valéria Ferreira.
- Adriano (Konstantino Atan): Es un niño soñador y creativo, el imagina que los juguetes y algunos objetos de su habitación cobran vida, incluido su calcetín llamado Chulé, lo cual es un misterio para sus compañeros, ya que Adriano se sigue quedando dormido durante las clases.

## Producción
La filmación comenzó el 17 de octubre de 2011 y antes, el 29 de agosto de 2011, hubo un taller para mejorar los personajes. En la conferencia de prensa, celebrada el 7 de mayo de 2012, el director de Reynaldo Boury comentó sobre las expectativas de la audiencia, citando el Jornal Nacional, que era un competidor de la versión original y los demás competidores, asegurando que "lo más importante para SBT está haciendo un trabajo de calidad y tener un buen producto que satisface todos ". La autora Iris Abravanel, en la misma conferencia, aseguró que su experiencia como profesora de la escuela primaria le ayudó a escribir la novela.

## Música
La banda sonora de la telenovela se compone de canciones en portugués puso en marcha el 13 de junio de 2012 bajo el formato de disco compacto (CD). Se añadió en el registro de catálogo de la divulgación a finales de mayo de 2012. El tema de apertura de la novela, "Carro-céu", es interpretado por Priscilla Alcântara y Yudi Tamashiro. La banda sonora también cuenta con cantantes como Chico Buarque, Simony y Arnaldo Antunes. Priscilla Alcântara además de grabar el tema de apertura también grabó la canción "A Ciranda da Bailarina" de Chico Buarque, Eliana grabó la canción "Ao Mestre Com Carinho (To Sir, with Love)". Las canciones fueron producidas por Arnaldo Saccomani y Laercio Ferreira, y el acuerdo de Afonso Nigro.

## Elenco
| Actor/Actriz            | Personaje                 | Actor de doblaje      |
| ----------------------- | ------------------------- | --------------------- |
| Rosanne Mulholland      | Maestra Helena Fernandes  | Liliana Barba         |
| Larissa Manoela         | Maria Joaquina Medsen     | Nayeli Mendoza        |
| Lucas Santos            | Paulo Guerra              | Miguel Ángel Ruiz     |
| Maisa Silva             | Valeria Ferreira          | Angélica Villa        |
| Guilherme Seta          | Davi Rabinovich           | Alma Juárez           |
| Nicholas Torres         | Jaime Palillo             | José Antonio Toledano |
| Thomaz Costa            | Daniel Zapata             | ?                     |
| Ana Victória Zimmermann | Marcelina Guerra          | Cristina Hernández    |
| Jean Paulo Campos       | Cirilo Rivera             | Betzabé Jara          |
| Stefany Vaz             | Carmem Carrilho           | ?                     |
| Gustavo Daneluz         | Mário Ayala               | Javier Olguín         |
| Matheus Ueta            | Kokimoto Mishima          | Maggie Vera           |
| Fernanda Concon         | Alicia Gusman             | ?                     |
| Léo Belmonte            | Jorge Cavalieri           | ?                     |
| Konstantino Atan        | Adriano Ramos             | ?                     |
| Aysha Benelli           | Laura Gianolli            | ?                     |
| Victoria Diniz          | Bibi Smith                | ?                     |
| Esther Marcos           | Margarida Garcia          | Circe Luna            |
| Gustavo Wabner          | Maestro Renê Magalhães    | Igor Cruz             |
| Lívia Andrade           | Maestra Suzana Bustamante | Diana Alonso          |
| Ilana Kaplan            | Maestra Matilde           | Diana Pérez           |
| Noemi Gerbelli          | Directora Olivia Veider   | Rebeca Manríquez      |
| Adriana Alves           | Paula Rivera              | ?                     |
| Marcelo Batista         | José Rivera               | ?                     |
| Adriana del Claro       | Clara Medsen              | ?                     |
| Fábio Di Martino        | Miguel Medsen             | ?                     |
| Marcelo Paganotti Cunha | Ricardo Ferreira          | ?                     |
| Gabi Monteiro           | Rosa Ferreira             | ?                     |
| Patrícia Pichamone      | Rebeca Rabinovich         | ?                     |
| Bruno Perillo           | Isaac Rabinovich          | ?                     |
| Lilian Blanc            | Sara Rabinovich           | Ruth Toscano          |
| Rennata Airoldi         | Inês Carrilho             | ?                     |
| Daniel Satti            | Frederico Carrilho        | ?                     |
| Henrique Stroeter       | Rafael Palillo            | Pedro D'Aguillón Jr   |
| Ivanna Domenyco         | Eloísa Palillo            | Yolanda Vidal         |
| Renan Cuisse            | Jonas Palillo             | Irwin Daayán          |
| Nábia Vilela            | Natália Ayala             | Patricia Hannidez     |
| Ithamar Lembo           | Germano Ayala             | ?                     |
| Gabriela Freitas        | Lilian Guerra             | ?                     |
| Fábio Días              | Roberto Guerra            | Jorge Ornelas         |
| Pedro Osório            | Alberto Cavalieri         | ?                     |
| Sílvia Menabó           | Rosana Cavaliere          | Circe Luna            |
| Fernando Benini         | Firmino Gonçalves         | Francisco Colmenero   |
| Márcia de Oliveira      | Graça                     | Analiz Sánchez        |
| Cris Bonna              | Cristina Fernandes        | ?                     |

### Participaciones especiales
| Actor                 | Personaje                                          |
| --------------------- | -------------------------------------------------- |
| Bruna Carvalho        | Nina                                               |
| Triz Pariz            | Prima de Maria Joaquina Medsen                     |
| Renê Thristan         | Afonso Veider (Sobrino-nieto de Olívia)            |
| Cinthia Cruz          | Fabiana                                            |
| Matheus Lustosa       | Eric                                               |
| Mharessa Fernanda     | Lola                                               |
| Thiago Rosseti        | Atílio                                             |
| Júlia Rodrigues       | Marisa                                             |
| Pedro Henrique        | Lucas                                              |
| Kiane Porfírio        | Clementina Soares                                  |
| João Lucas Takaki     | Tom                                                |
| Henrique Filgueiras   | Abelardo Cruz                                      |
| Alessa Previdelli     | Larissa                                            |
| Déo Garcez            | Marcos Morales                                     |
| Tereza Villela Xavier | Maestra Glória                                     |
| Júlia Karani          | Diana Ayala                                        |
| Kauan Falciano        | Eduardo Carrilho (Dudu)                            |
| Glauce Graieb         | Regina Medsen (Gina, tía de Maria Joaquina Medsen) |
| Caroline Molinari     | Melissa Ferreira (Prima de Valéria Ferreira)       |
| Guilherme Mazzei      | Ricardinho                                         |
| Carina Porto          | Señora Gianolli                                    |
| Bárbara Ribeiro       | Señora Garcia                                      |
| Paulo Gandolfi        | Valentim Zapata                                    |
| Marcos Miura          | Señor Mishima                                      |
| Fábio Villa Verde     | Técnico Pedro Villas                               |
| Norma Blum            | Ruth Soares                                        |
| Deivy Rose            | Anita Soares                                       |
| Saulo Meneghetti      | Chris Armani                                       |
| Cris Poli             | Bernadete                                          |
| Ernando Tiago         | Oscar Soares                                       |
| Henrique Martins      | Señor Lourenço                                     |
| Ariel Moshe           | Sherlock Holmes                                    |
| Patrícia Mayo         | Clotilde                                           |
| Carlos Mariano        | Dedinho                                            |
| Herbert Richers Jr.   | Lobinho                                            |
| Paco Sanches          | Bituca                                             |
| Adauto Luiz           | Amendoim                                           |
| Gui Vieira            | Cotoco                                             |
| Maurício Murray       | Biriba                                             |
| Hector Ricciardelli   | Palito                                             |
| João Ferreira         | Señor Chico                                        |
| Samuel Anjos          | Delegar                                            |
| José Ornellas         | Jean (Mayordomo)                                   |
| Rhenata Tolksdorf     | Célia                                              |
| Jovane Nikolic        | Doctor Gomes                                       |
| Carlinhos Aguiar      | Jurandir Souza                                     |
| Clarissa Drebtchinsky | Joana                                              |
| Anna Guilhermina      | Sandra                                             |
| Raquel Barcha         | Karen Kárie                                        |
| Amélia Bittencourt    | Amélia Veider (Madre de Olívia)                    |
| Anna Livya Padilha    | Niña Fantasma                                      |
| Neymar                | El mismo                                           |
| Celso Portioli        | El mismo                                           |
| Priscilla Alcântara   | Ella misma                                         |
| Yudi Tamashiro        | El mismo                                           |
| Metturo               | Figurante y también doble de Jorge Cavalieri       |
| Olivier Anquier       | El mismo                                           |
| Alexandre Porpetone   | El mismo                                           |
| Restart (banda)       | Ellos mismos                                       |

## Exhibición internacional
Carrossel estrenó en Indonesia el 3 de junio de 2013 por el canal Trans7, obteniendo gran éxito. En TV Zimbo, la telenovela fue exhibida en Angola a las 19:05hrs, de lunes a sábado, actualmente está siendo reexhibida los sábados y domingos a las 10:00h por el mismo canal. En Bolivia estrenó por la Red UNO el 4 de enero de 2014, siendo exhibida los sábados y domingos por las mañanas. Carrossel también es presentada por el canal ecuatoriano Ecuavisa de lunes a viernes a la 13:30h, en el canal Sierra. Estrenó en Nicaragua por Televicentro el 19 de mayo de 2014, siendo exhibida de lunes a viernes a las 16:00. Para el final del 2014 estreno en Costa Rica por el canal Repretel a las 19h y en la República Dominicana por el canal Telesistema 11, donde es exhibida a las 15 h. El 14 de enero de 2015 estreno en la señal de Televen de Venezuela, siendo exhibida de lunes a viernes a las 17h. Estreno en Kenia el 19 de enero de 2015 por el canal Citizen TV. El 23 de junio de 2015 estreno en Mozambique pela Record Moçambique con el eslogan "a novela que vai unir a família moçambicana" (la novela que va a unir a la familia mozambicana). El 1º de julio de 2015 estreno en Paraguay por LaTele. El 13 de octubre de 2015 estreno en Chile por Televisión Nacional de Chile. En 2016 en Colombia por Citytv. El 2 de enero de 2017 se emitió por Perú por América Televisión. En febrero de 2017 se estrenó nuevamente en Paraguay por Red Guaraní.Una repetición tras el buen índice de audiencia en Red UNO, Cadena A hace debutar en 2020, en el año 2022 estrenó en Honduras por Canal 11, siendo exhibida los sábados a las 07:00. Actualmente, la telenovela se ha exhibido en más de 90 países.

Eu gostaria de dar as boas-vindas às pessoas da Indonésia, que deixaram recados para mim por aqui. Eu espero que vocês estejam gostando de ‘Carrossel’.
Recado de Rosanne Mulholland a los telespectadores indonésios

| País                 | Canal              | Año de estreno |
| -------------------- | ------------------ | -------------- |
| Angola               | TV Zimbo           | 2013           |
| Indonesia            | Trans7             | 2013           |
| Bolivia              | Red UNO            | 2014           |
| Ecuador              | Ecuavisa           | 2014           |
| Nicaragua            | Televicentro       | 2014           |
| Ghana                | 4Kids              | 2014           |
| República Dominicana | Telesistema 11     | 2014           |
| Costa Rica           | Repretel           | 2014           |
| Mozambique           | Record Moçambique  | 2015           |
| Venezuela            | Televen            | 2015           |
| Kenia                | Citizen TV         | 2015           |
| El Salvador          | TCS Canal 2        | 2015           |
| Paraguay             | LaTele             | 2015           |
| Chile                | TVN                | 2015           |
| Colombia             | Citytv             | 2016           |
| México               | Tiin               | 2016           |
| Perú                 | América Televisión | 2017           |
| Paraguay             | Red Guaraní        | 2017           |
| Bolivia              | Cadena A           | 2020           |
| Honduras             | Canal 11           | 2022           |
| Portugal             | Prime Video        | 2024           |

## Versiones
- Carrossel es una adaptación de la telenovela Carrusel producida por Valentín Pimstein en 1989 para Televisa.
- Televisa realizó una versión como sucesora de Carrusel llamada Carrusel de las Américas en 1991, la cual es una adaptación de la serie infantil Argentina Señorita maestra producida entre 1983-1985, la cual está basada en otra serie similar de los años 1970 llamada Jacinta Pichimahuida.
- En 2002, se realizó una nueva versión llamada ¡Vivan los niños! producida por Nicandro Díaz que también es una adaptación de Señorita maestra la cual está basada en otra serie similar llamada Jacinta Pichimahuida.